# Dobrich Challenger 2024
Il Dobrich Challenger 2024 è stato un torneo maschile di tennis professionistico. È stata la 1ª edizione del torneo, facente parte della categoria Challenger 50 nell'ambito dell'ATP Challenger Tour 2024, con un montepremi di 36 000 €. Si è giocato dal 19 al 25 agosto 2024 sui campi in terra rossa di Dobrič, in Bulgaria.

## Partecipanti

### Teste di serie
| Nazionalità | Giocatore          | Ranking* | Testa di serie |
| ----------- | ------------------ | -------- | -------------- |
| Turchia     | Ergi Kırkın        | 268      | 1              |
| Libano      | Hady Habib         | 271      | 2              |
| Germania    | Marvin Möller      | 303      | 3              |
| Francia     | Gabriel Debru      | 308      | 4              |
| Bulgaria    | Dimitar Kuzmanov   | 312      | 5              |
| Romania     | Cezar Crețu        | 315      | 6              |
| Rep. Ceca   | Martin Krumich     | 316      | 7              |
| Romania     | Gabi Adrian Boitan | 328      | 8              |

* Ranking al 12 agosto 2024.

### Altri partecipanti
I seguenti giocatori hanno ricevuto una wild card per il tabellone principale:
- Anthony Genov
- Yanaki Milev
- Petr Nesterov

I seguenti giocatori sono passati dalle qualificazioni:
- Luciano Emanuel Ambrogi
- Mirza Bašić
- Christoph Negritu
- Andrej Martin
- Nikolay Nedelchev
- Alexander Donski

## Punti e montepremi
| Torneo    | Torneo              | V     | F     | SF    | QF    | 2T  | 1T  | Q | Q2  | Q1  |
| Singolare | Punti               | 50    | 25    | 14    | 8     | 4   | 0   | 3 | 1   | 0   |
| Singolare | Premi in denaro (€) | 4 910 | 2 950 | 1 735 | 1 000 | 600 | 360 | – | 180 | 110 |
| Doppio    | Punti               | 50    | 25    | 14    | 8     | –   | 0   | – | –   | –   |
| Doppio    | Premi in denaro (€) | 1 900 | 1 110 | 670   | 390   | –   | 225 | – | –   | –   |

## Campioni

### Singolare
Juan Bautista Torres ha sconfitto in finale  Ivan Gakhov con il punteggio di 5–7, 6–0, 7–5.

### Doppio
Alexander Merino /  Christoph Negritu hanno sconfitto in finale  Victor Vlad Cornea /  Ergi Kırkın con il punteggio di 6–4, 6–2.